# Marlin Modelo 1894

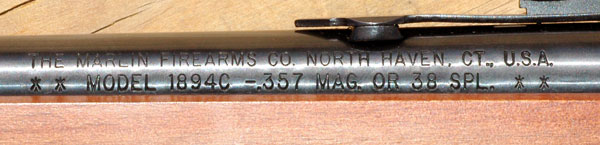
Marcaje de una carabina Marlin 1894C.

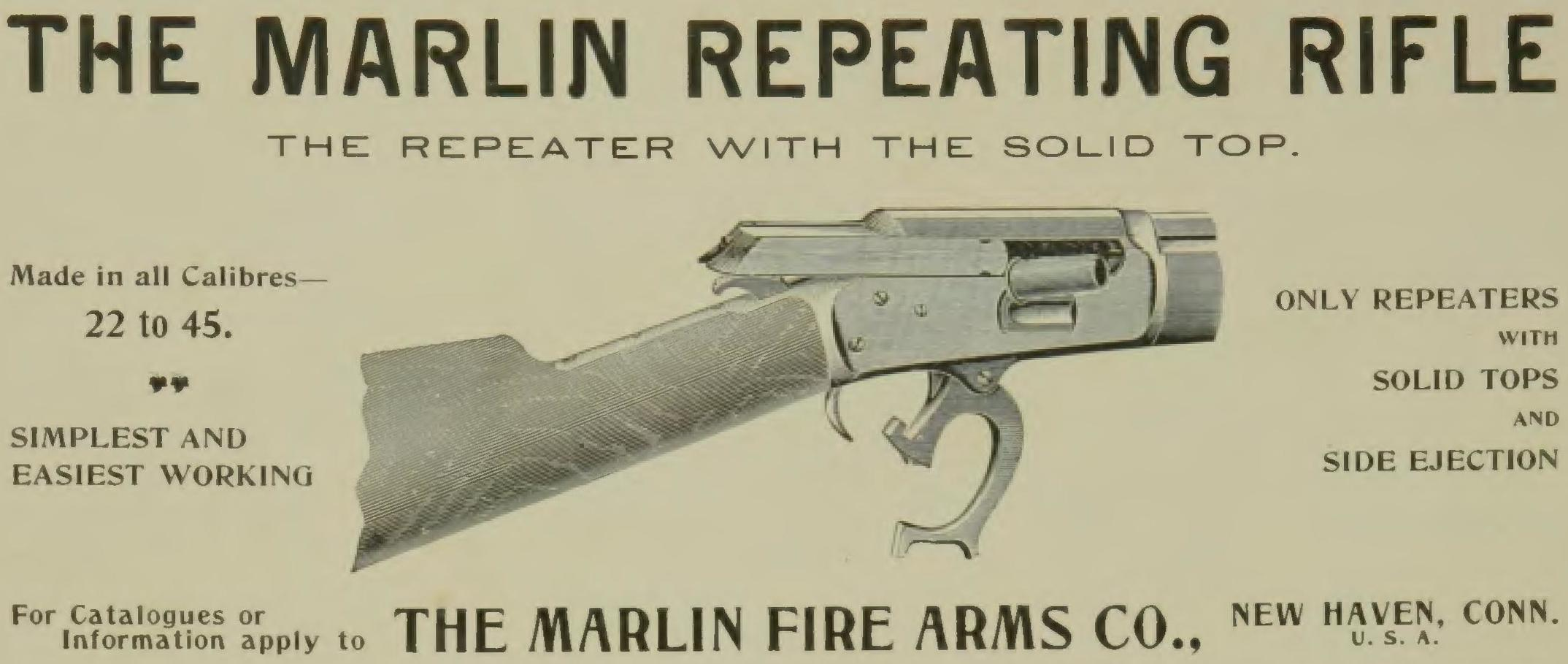
Publicidad del "Fusil de repetición Marlin" en el Virginia Tech Bugle, 1897.

El Marlin Modelo 1894 es un fusil de repetición con acción de palanca introducido en 1894 por la Marlin Firearms Company de North Haven, Connecticut . En su introducción el fusil venía con un cañón de 24 pulgadas y fue calibrado para una gran variedad de cartuchos de revólver, tales como .25-20 Winchester, Winchester .32-20, .38-40 y .44-40. Variantes recalibradas aún siguen en producción hoy en día.

## Historia

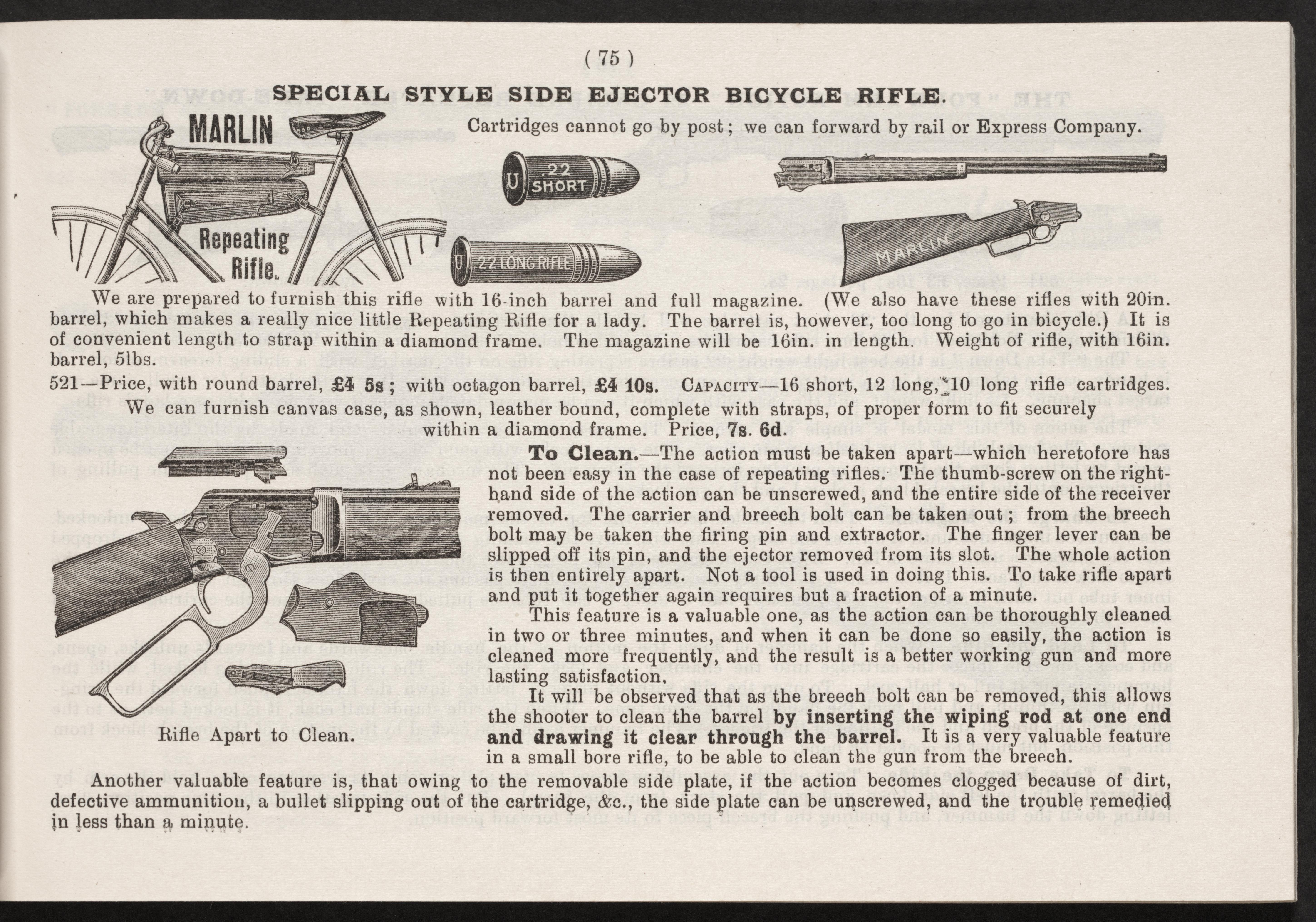
Publicidad de la "Carabina ciclista especial con eyección lateral" en un catálogo británico, 1902.

El inventor y fabricante de armas John Mahlon Marlin produjo su primer fusil de repetición con acción de palanca con el nombre de Marlin Modelo 1881, un arma resistente y pesada, que podía disparar potentes cartuchos de gran calibre cargados con pólvora negra similares a los empleados en los fusiles monotiro para cazar bisontes, osos y otras piezas de caza mayor.
Este fue seguido por el Marlin Modelo 1888, que eyectaba por arriba al igual que el Modelo 1881, con varias mejoras, la más importante siendo la incorporación de un tetón de acerrojado que cerraba la recámara. Fue calibrado para la familia de cartuchos WCF (Winchester Centerfire), desarrollados originalmente para el fusil Winchester Modelo 1873, como el .44 WCF, .38 WCF y .32 WCF (también conocidos como .44/40, .38/40 y .32/20).
El diseñador y dueño de la patente del Modelo 1888 y los subsiguientes fusiles de palanca Marlin (inclusive el Modelo 1894) hasta el Modleo 1897 fue Lewis L. Hepburn, un ingeniero de armas de la Marlin. El Marlin Modelo 1889 que siguió fue el primer fusil de palanca en tener la parte superior del cajón de mecanismos cerrada y eyectar los casquillos disparados a la derecha. El equipo de diseño de la Marlin creía que un cajón de mecanismos de acero con su parte superior cerrada sería más seguro en caso de que un cartucho no se dispare, además de ser más resistente que un cajón de mecanismos que eyecta hacia arriba del mismo peso. Este modelo fue calibrado para los mismos cartuchos que el de 1888. Las mejoras en el diseño del Modelo 1889 incluían un tetón de acerrojado en el cerrojo y un sistema de percutor que evitaba que el fusil dispare hasta que el cerrojo esté cerrado. El nuevo modelo también tenía una teja elevadora que subía automáticamente, cerrando el extremo del depósito tubular después que el cartucho estuviera sobre esta, evitando así que el siguiente cartucho ingrese a la teja elevadora y atasque el mecanismo.
El Marlin Modelo 1894 fue patentado el 1 de agosto de 1893 por Lewis L. Hepburn. Con este diseño, Marlin simplificó y reforzó las piezas internas de la acción de palanca mientras continuó con la práctica de usar cajones de mecanismos con la parte superior cerrada y portilla de eyección lateral. En el Modelo 1894, Marlin retiró el tetón de acerrojado posterior, que descendía al interior del guardamonte y tendía a pellizcar el dedo del tirador cuando disparaba rápidamente. Otras mejoras de diseño respecto al Modelo 1889 incluían un gatillo de una sola pieza y un percutor de dos piezas para evitar que el fusil dispare a menos que la palanca estuviese completamente cerrada, o en caso de que el tetón de acerrojado faltase. Adicionalmente, el seguro de la palanca del Modelo 1889 se eliminó en el Modelo 1894 y fue reemplazado por un resalte construido en la misma palanca. Este modelo fue calibrado para los mismos cartuchos, además del .25/20 y más tarde el .218 Bee.
El Modelo 1894 y sus sucesores fueron especialmente apreciados en Canadá, Alaska y el noroeste del Pacífico, donde las precipitaciones combinadas con las bajas temperaturas a veces hacían que los fusiles de palanca que eyectaban hacia arriba se congelaran. Durante la fiebre del oro de Klondike, el fusil Marlin con eyección lateral fue preferido por muchos buscadores de oro que se enfrentaban a temperaturas bajo cero y animales peligrosos, ya que su cajón de mecanismos con la parte superior cerrada evitaba el ingreso de agua, nieve y lodo a las piezas de la acción de palanca.
Con la popularidad de los cartuchos de revólver Magnum en la década de 1960, Marlin produjo en 1969 un Modelo 1894 con acción corta que fue diseñado para los modernos cartuchos de alta presión .44 Magnum. Marlin fabricó brevemente su Modelo 336 calibrado para el cartucho .44 Magnum. Sin embargo, tras unos cuantos años de desarrollo, Marlin reintrodujo el Modelo 1894.
En la década de 1970, Marlin añadió en 1979 el Modelo 1894C/CS en .357 Magnum y produjo una versión en .41 Magnum en 1984. A mediados de la década de 1990, Marlin cambió el estriado de los cañones de .357 y .44, del estriado "Micro-Groove" de 12 estrías o más al estriado "Ballard" de 6 estrías. El actual Modelo 1894 está basado en la acción del Modelo 336, reducida para cartuchos de revólver y sus piezas no son intercambiables con el Modelo 1894 original.

## Variantes
El Modelo 1894 es producido en diversas variantes, como se muestra en la tabla de abajo. Todas las variantes son con acción de palanca, tienen una culata de nogal negro con empuñadura recta y, excepto el modelo 1894CL, tienen un alza plegable y un punto de mira tipo rampa. El Modelo 1894CL tiene un alza ajustable y un punto de mira Marble para carabinas.
El Modelo 1894SS en .44 Magnum y el Modelo 1894CSS en .357 Magnum son los únicos fusiles Modelo 1894 fabricados en acero inoxidable.
El Modelo 1894M (1983-1989), en .22 Magnum, no tiene portilla de recarga y solo se puede cargar su depósito tubular. Se fabricaron aproximadamente 12.000 fusiles.
El Modelo 1894P (2000-2002) en .44 Magnum y el Modelo 1894CP (2001-2002) en calibre .357 Magnum tienen cañones portantes de 412,75 mm (16¼ pulgadas).
El Modelo 1894CSBL (2011) en .357 Magnum, iba a ser de acero inoxidable, con un gran espacio para los dedos en la palanca, un cañón de 412,75 mm, pistolete, culata de madera laminada y un soporte macizo XS para mira telescópica con un alza plegable tipo anillo. Sin embargo, al poco tiempo de anunciar su lanzamiento, Marlin suspendió la producción indefinidamente. Finalmente entró al mercado en 2018, junto a la variante SBL en .44 Magnum.
El Modelo 1894CB en .32 H&R Magnum, se carga desde la parte frontal de su depósito tubular, al igual que el Marlin Modelo 39A, además de tener una acción más rápida con palanca de recorrido corto.
Además hay varios fusiles Marlin Modelo 1894 "Edición Limitada" que son de acero inoxidable, con culata y guardamanos de madera laminada gris y mecanismos de puntería "tru-glo". Ya vienen con perforaciones para montar soportes de mira telescópica e incluyen una cantonera de caucho macizo. Son considerados muy buenas armas de colección y solamente se produjeron 250 fusiles de cada calibre. Hay un característico marcaje en el cañón de estos fusiles, en el cual aparece Marlin 1894 LTDSS seguido por el calibre; por ejemplo, "Marlin 1894LTDSS 41 Magnum". Estos fusiles fueron calibrados para los cartuchos .375 Magnum/.38 Special, .41 Remington Magnum, .44 Magnum/.44 Special y .45 Long Colt.
En 1997 se produjo un total de 2.600 Modelo 1894 con la marca The Marlin Limited", calibrados para los cartuchos .45 Colt, .357 Magnum y .44 Magnum, con un cañón de 413 mm de longitud.
| Modelo   | Cartucho                               | Calibre                           | Capacidad    | Cañón                                   | Estriado                 | Tasa de rotación           | Longitud                  | Peso                |
| -------- | -------------------------------------- | --------------------------------- | ------------ | --------------------------------------- | ------------------------ | -------------------------- | ------------------------- | ------------------- |
| 1894S    | .41 Magnum .44 Magnum                  | 10,4 mm 11,17 mm                  | 10 cartuchos | 508 mm (20 pulgadas)                    | Micro-Groove, 12 estrías | 1:20 pulgadas (dextrógira) | 952,5 mm (37½ pulgadas)   | 2,94 kg (6½ libras) |
| 1894C    | .357 Magnum .38 Special                | 9 mm                              | 9 cartuchos  | 469,9 mm (18½ pulgadas)                 | Ballard, 6 estrías       | 1:16 in (dextrógira)       | 914,4 mm (36 pulgadas)    | 2,72 kg (6 libras)  |
| 1894CP   | .357 Magnum .38 Special                | 9 mm                              | 8 cartuchos  | 412,75 mm (16¼ pulgadas)                | Ballard, 6 estrías       | 1:16 in (dextrógira)       | 857,25 mm (33¾ pulgadas)  | 2,72 kg (6 libras)  |
| 1894CSS  | .357 Magnum .38 Special                | 9 mm                              | 9 cartuchos  | 469,9 mm (18½ pulgadas)                 | Ballard, 6 estrías       | 1:16 in (dextrógira)       | 914,4 mm (36 pulgadas)    | 2,72 kg (6 libras)  |
| 1894CSBL | .357 Magnum .38 Special                | 9 mm                              | 7 cartuchos  | 412,75 mm (16¼ pulgadas)                | Ballard, 6 estrías       | 1:16 in (dextrógira)       | 857,25 mm (33¾ pulgadas)  | 2,72 kg (6 libras)  |
| 1894CL   | .32-20 Winchester                      | 8,12 mm                           | 6 cartuchos  | 558, 8 mm (22 pulgadas)                 | Micro-Groove, 12 estrías | 1:20 in (dextrógira)       | 1.003,3 mm (39½ pulgadas) | 2,72 kg (6 libras)  |
| 1894FG   | .41 Magnum                             | 10,4 mm                           | 10 cartuchos | 508 mm (20 pulgadas)                    | Micro-Groove, 12 estrías | 1:20 in (dextrógira)       | 952,5 mm (37½ pulgadas)   | 2,94 kg (6½ libras) |
| 1894     | .44 Magnum .44 Special                 | 11,17 mm                          | 10 cartuchos | 508 mm (20 pulgadas)                    | Ballard, 6 estrías       | 1:38 in (dextrógira)       | 952,5 mm (37½ pulgadas)   | 2,94 kg (6½ libras) |
| 1894SS   | .44 Magnum .44 Special                 | 11,17 mm                          | 10 cartuchos | 508 mm (20 pulgadas)                    | Ballard, 6 estrías       | 1:38 in (dextrógira)       | 952,5 mm (37½ pulgadas)   | 2,72 kg (6 libras)  |
| 1894P    | .44 Magnum .44 Special                 | 11,17 mm                          | 9 cartuchos  | 412,75 mm (16¼ pulgadas)                | Ballard, 6 estrías       | 1:38 in (dextrógira)       | 857,25 mm (33¾ pulgadas)  | 2,94 kg (6½ libras) |
| 1894CCL  | .45 Long Colt .41 Magnum .32-20 .44-40 | 11,43 mm 10,4 mm 8,12 mm 11,17 mm | 10 cartuchos | 508 mm (20 pulgadas), octogonal         | Ballard, 6 estrías       | 1:38 in (dextrógira)       | 952,5 mm (37½ pulgadas)   | 2,94 kg (6½ libras) |
| 1894CB   | .32 H&R Magnum                         | 8,12 mm                           | 10 cartuchos | 508 mm (20 pulgadas), octogonal afinado | 6 estrías                | 1:16 in (dextrógira)       | 952,5 mm (37½ pulgadas)   | 2,94 kg (6½ libras) |